# Wiegelshof
Wiegelshof ist eine Einöde, die zu Oberahorn gehört, das ein Gemeindeteil der Stadt Feuchtwangen im Landkreis Ansbach (Mittelfranken, Bayern) ist. Wiegelshof liegt in der Gemarkung Aichau.
Wiegelshof besteht aus zwei Wohn- und mehreren Nebengebäuden und ist von Acker- und Grünland umgeben. Im Südosten wird die Flur Hoffeld genannt, im Süden Stockäcker und im Westen Haufeld. Eine Gemeindeverbindungsstraße führt nach Zumberg (1,5 km südwestlich) bzw. nach Oberahorn (0,8 km östlich), eine weitere führt zur Kreisstraße AN 37 bei Steinbach (2,3 km nördlich) bzw. nach Thürnhofen (1,5 km südlich).
An den Hausnummern der beiden Wohngebäude (101 und 102) kann man erkennen, dass Wiegelshof erst in jüngster Vergangenheit gegründet wurde, da die letzte vergebene Hausnummer von Oberahorn 106 ist (Stand: 2020).

## Weblink
- Wiegelshof in der Ortsdatenbank des bavarikon, abgerufen am 19. August 2021.